# La Lande-de-Goult
La Lande-de-Goult là một xã thuộc tỉnh Orne trong vùng Normandie tây bắc nước Pháp. Xã này nằm ở khu vực có độ cao trung bình 302 mét trên mực nước biển.